# Borophagus
Borophagus
Genre
Espèces de rang inférieur
- † Borophagus dudleyi (Miocène supérieur)
- † Borophagus hilli (Miocène supérieur)
- † Borophagus littoralis (Miocène supérieur)
- † Borophagus orc (Miocène supérieur)
- † Borophagus parvus (Miocène supérieur)
- † Borophagus pugnator (Miocène supérieur)
- † Borophagus secundus (Miocène supérieur)
- † Borophagus diversidens (Pliocène)

Synonymes
- † Cynogulo Kretzoi, 1968
- † Hyaenognathus Merriam, 1903
- † Porthocyon Merriam, 1903
- † Osteoborus Stirton & VanderHoof, 1933

Répartition géographique
Borophagus, du grec βορός (boros) : glouton, et φαγεῖν (phagein) : manger, est un genre fossile de carnivores de la sous-famille des Borophaginae, un groupe de canidés endémique d'Amérique du Nord, qui a vécu du Miocène moyen jusqu'à la fin du Pliocène (soit d'environ 12 à 2 millions d’années),.

## Description

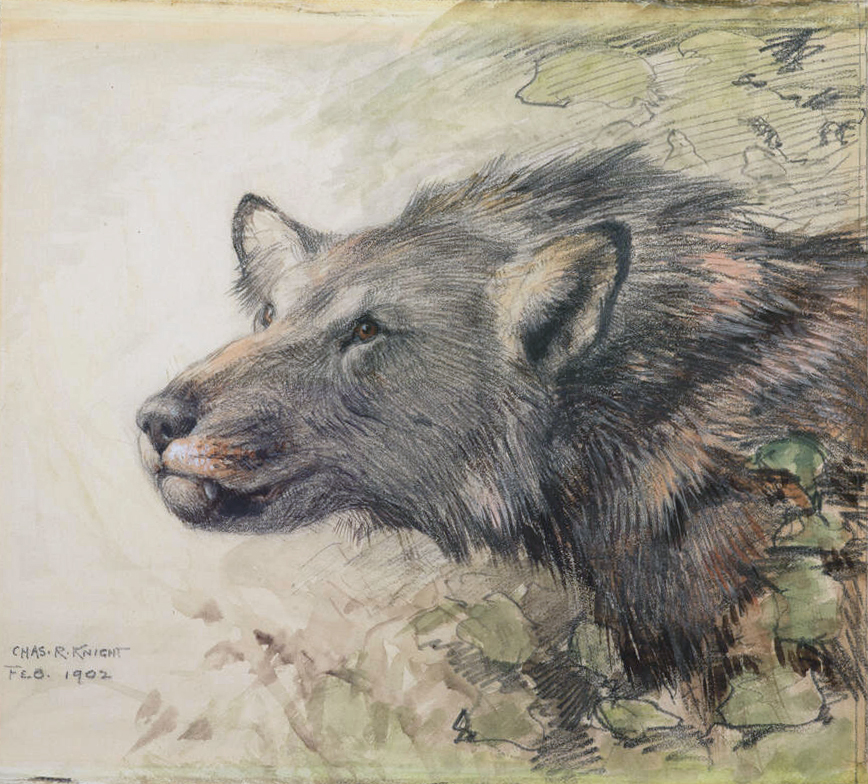
Reconstitution par Charles R. Knight, 1902.²

Borophagus mesurait environ 60 cm à hauteur d'épaule, pesait entre 20 et 40 kg et ressemblait à une hyène. Cependant, il lui manquait la ligne typiquement inclinée de l'arrière-train des hyènes. Les caractéristiques typiques de ce genre sont un front bombé et des mâchoires puissantes.
On estime que l'animal adulte mesurait 80 cm de longueur, comparable à un coyote, bien qu’il fût beaucoup plus puissant.

## Histoire évolutive
Borophagus est le dernier représentant des Borophaginae, une sous-famille de Canidae. On pense que Borophagus est issu d'Epicyon. Il est apparu pour la première fois à la fin du Miocène moyen, il y a environ 12 millions d'années, dans l'ouest du continent nord-américain. Bien que par sa taille et son poids, il ne fût pas le plus massif parmi les borophaginés, sa capacité à broyer les os était plus développée que celle de genres plus grands tels que l'épicyon, ce qui semble être une tendance évolutive du groupe. Ses quatrièmes prémolaires inférieures sont encore plus développées que celles de l'épicyon, ce qui permettait une articulation en ciseaux extrêmement efficace pour croquer. Ces deux genres étaient, comme les hyènes modernes, adaptés au broyage de gros os. Autres éléments d'adaptation à ce mode opératoire, leur mâchoire inférieure était extrêmement forte et leur front fortement arqué. Au moins depuis le Miocène supérieur, il y a environ 9 millions d'années, Borophagus était largement répandu sur tout le continent américain. Au Pliocène, Borophagus commença à être supplanté par d'autres canidés tels que Canis edwardii et plus tard par Canis dirus. La dernière espèce du genre fut Borophagus diversidens. Ce n'est qu'au début du Pléistocène inférieur, il y a environ 2 millions d'années, que ce grand canidé a disparu et avec lui la sous-famille des Borophaginae.

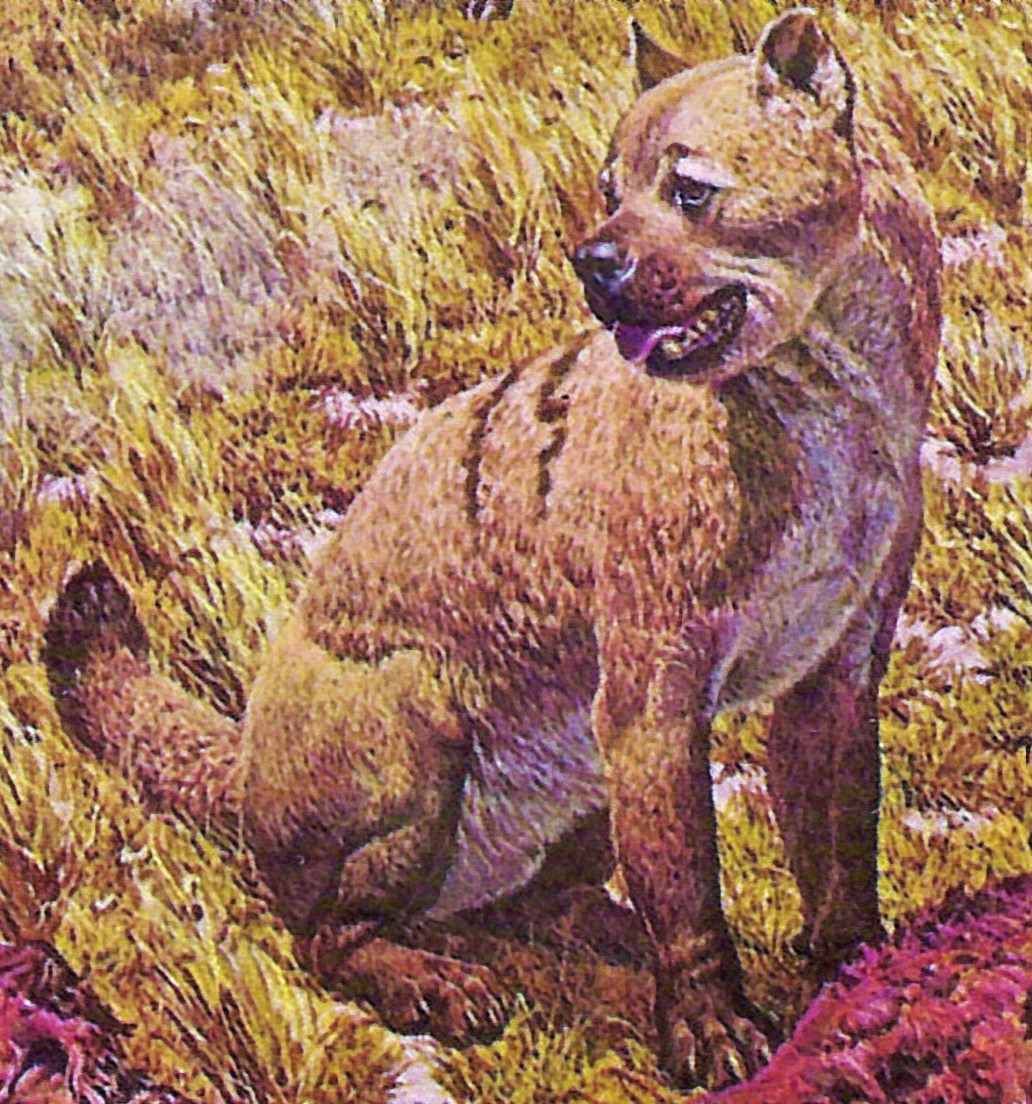
Brophagus cropped par Charles R. Knight, 1902.

Les espèces de Borophagus les plus anciennes avaient été classées dans le genre Osteoborus jusqu'à récemment, mais ces genres sont maintenant considérés comme synonymes.

## Liste des espèces
- Borophagus diversidens a existé pendant 2.5 millions d'années (synonyme de Felis hillianus, Hyaenognathus matthewi, Hyaenognathus pachyodon, Hyaenognathus solus, Porthocyon dubius)
- Borophagus dudleyi a existé pendant 2 millions d'années
- Borophagus hilli a existé pendant 0,5 million d'années (synonyme d'Osteoborus crassapineatus, Osteoborus progressus)
- Borophagus littoralis a existé pendant 3 millions d’années (synonyme d'Osteoborus diabloensis)
- Borophagus orc a existé pendant 2 millions d'années
- Borophagus parvus a existé pendant 2 millions d'années
- Borophagus pugnator a existé pendant 4 millions d'années (synonyme d'Osteoborus galushai)
- Borophagus secundus a existé pendant 4 millions d'années (synonyme de Hyaenognathus cyonoides, Hyaenognathus direptor)

D'après la figure 141 de Wang et al. (1999).

## Paléobiologie

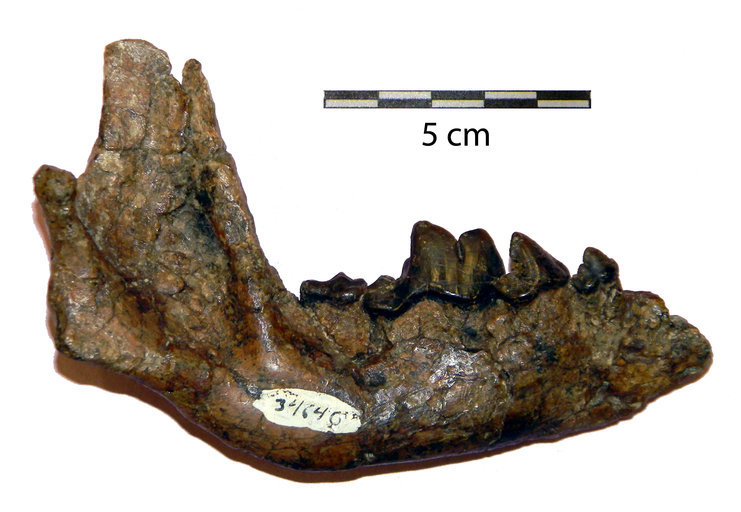
fossile de Borophagus littoralis

Borophagus avait été au début considéré comme un charognard par les paléontologues. Ses dents prémolaires écrasantes et ses mâchoires puissantes auraient été utilisées pour casser des os ouverts, un peu comme la hyène de l'Ancien Monde. Cependant, les fossiles de Borophagus sont si abondants et géographiquement répandus que certains paléontologues affirment maintenant qu'il doit avoir été le carnivore dominant de son époque et par conséquent un prédateur actif, car une alimentation uniquement à base de charognes n’aurait pu soutenir une population aussi nombreuse. Ils notent que tous les carnivores capables de briser les os ne sont pas des charognards, tels que la hyène tachetée actuelle. Ils considèrent plutôt la capacité de fissuration des os comme une adaptation à la chasse sociale dans laquelle l'utilisation complète d'une carcasse est favorisée. Les coprolithes de Borophagus expliquent davantage ses capacités d'écrasement des os, tout en indiquant qu'il occupait simultanément une niche qui n'a pas subsisté dans les écosystèmes actuels de l'Amérique du Nord. La découverte de ces coprolithes indique également que Borophagus aurait pu être un chasseur en meute.

## Paléoécologie

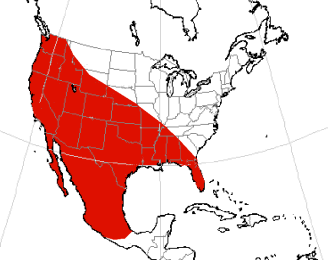
aire de répartition

En Amérique du Nord, dans des lieux tels que Coffee Ranch au Texas, Borophagus était contemporain de l'ours Agriotherium, ainsi que du félimorphe Barbourofelis, le chat à dents de sabre Amphimachairodus coloradensis et son cousin canidé Epicyon. Tous ces animaux étaient des concurrents potentiels qui auraient occasionnellement été en conflit avec Borophagus pour la nourriture et le territoire, bien que celui-ci eût également pu facilement récupérer leurs cadavres pour s'en nourrir. Les proies pour Borophagus incluaient des herbivores comme le chameau Aepycamelus, l'antilope d'Amérique Cosoryx, les équidés comme Neohipparion et Nannippus, l'ancien pécari Prosthennops et même le rhinocéros Teleoceras, qui pouvaient tous fournir un repas convenable à chasser ou à charogner,. Il est possible que le groupe se retrouve au Canada, mais aucun fossile n'a pour l'instant été découvert.